# アンソニー・W・森
森 隆行（もり たかゆき、1976年10月9日 - ）は、日本の元男性プロレスラー。愛媛県松山市出身。最終所属DRAGON GATE。血液型A型。

## 来歴
愛媛大学法文学部卒業後、プロレスラーになるため、メキシコに渡り、闘龍門の5期生として入門。
2000年5月13日にデビュー。T2Pに編入され、リングネームを森Ken太郎、次いでアンソニー・W・森（「W」は「White」の頭文字）と改名して王子キャラを確立。フィリップ・J・福政、ヘンリーⅢ世・菅原と共にロイヤルブラザーズを結成。以降はギミック上はイギリスロンドン出身とされている。
2003年1月19日に東京ドームで開催されたファンタジーファイトWRESTLE-1 IIに闘龍門MEXICO提供試合として出場し、ヘンリーIII世・菅原と石森太二を従えてイタリアン・コネクションのミラノコレクションA.T.、YOSSINO、コンドッティ修司と対戦して勝利。
T2P解散後は闘龍門JAPANに合流。福政の引退と菅原の悪冠一色入りにより、ロイヤル・ブラザーズは解散。イタリアン・コネクションに加入し、初代オープン・ザ・トライアングル・ゲート王者になる。イタコネ解散後はマグナムTOKYOプロデュースによるユニットPos.HEARTSのリーダーとなった。
ドラゴン・キッドと同様に人に裏切られやすく、斎藤了や菅原など、しばしばリング上で愛憎劇が繰り広げられる。
2005年12月23日、KING OF GATEトーナメント1回戦でマグニチュード岸和田と対戦。DRAGON GATE移籍後はシングルで無敗を誇り、オープン・ザ・ドリームゲート王座も所持する岸和田相手に、エレガント・マジックで逆転勝利を収めるという大番狂わせを引き起こす。
これで自信をつけたのか、2006年に入るとドン・フジイに4連勝、1月27日に再び岸和田を三角絞めによるレフェリーストップで破り勝利。岸和田の肩を破壊し病院送りに。いつしか「ブラッドキラー」と呼ばれるようになる。この実績が認められて2月11日に岸和田の保持するドリームゲート王座に挑戦したが、20分を超える熱戦の末に惜しくも敗れた。
その後、戸澤塾からまさかの勧誘を受け、戸澤塾のトレードマークである専用の学ランも発注。同年6月に正式に入校。特待生扱いなので、白い学ランを着用。Pos.HEARTSとは使い分けて活動することとなった（体裁としてはPos.HEARTSという学校に通いながら戸澤塾にも通うということになっている）。
2007年1月26日、戸澤塾を卒業し、Pos.HEARTSに専念する。しかしPos.HEARTSが解散となったためTyphoonのメンバーとして活動を開始した。
2008年4月13日、吉野正人が保持するオープン・ザ・ブレイブゲート王座に挑戦。吉野相手に圧倒的不利が予想されたが、「Typhoonの絆を取り戻すために」と、Typhoonのメンバーの技を次々と繰り出していくなどにより勝利、初のシングル獲得を果たした。しかし、神田裕之の乱入もあったため、試合内容に納得がいかず、直後に王座を返上した。4月25日のオープン・ザ・ブレイブゲート王座決定トーナメントで吉野正人と再戦し勝利した。しかし決勝でGammaに敗れて王座に返り咲くことはできなかった。
2009年3月22日、サイバー・コングとの因縁に決着をするべく、マスカラ・コントラ・カベジェラ戦に挑むが、REAL HAZARDの介入により敗北。そして自慢のサラサラヘアが刈られて坊主頭になるも、コスチュームもそのままに王子キャラを継続していた。
2010年11月5日のDRAGON GATE後楽園ホール大会のリング上で引退を発表。12月2日、DRAGON GATE「アンソニー・W・森引退興行」が開催され、メインイベントの14人タッグマッチを最後に引退。引退後は裏方として同団体を支える。
2019年7月4日、かつてのタッグパートナーである菅原拓也の対戦要求に応じる形で、DRAGON GATE後楽園ホール大会において一夜限りの現役復帰。土井成樹＆吉野正人＆斎藤了とタッグを組み、菅原拓也＆マグニチュード岸和田＆YAMATO＆Ｘ（→B×Bハルク）と対戦。エレガントーンを見せるなど現役時代を彷彿させる動きを見せるも、最後は菅原の十三不塔に力尽きた。

## 得意技
咄嗟の判断で丸め込み技や関節技を器用に使いこなす速攻型。さらにマグニチュード岸和田やサイバー・コングのような一回りも二回りも大きな相手に屈することなく善戦するタフネスぶりも特徴である。
エレガントマジック
アンソニーによる各種丸め込み技の総称。2006年限定で、「エレガントマジック2006」という名前になったことも。
エスカルゴ
T2P時代に使用していた変形のハーフボストンクラブ。相手の足を、変形足4の字に固めた状態で前方に回転し、相手がうつぶせになったところでハーフボストンクラブへと移行する。相手の左足を腕で、右足を足でクラッチする。
フラワーブリッジ
前方回転式の変形の弓矢固め。
ガーデニア
雁之助クラッチのような体勢で相手を転ばせてから相手の足を4の字に固めて腕を決めるジャベ。
ダイビングローズ
鉄柱越えのプランチャ。リング内から鉄柱へ向かって走り、1歩目でセカンドロープ、2歩目でコーナートップに昇り、そこからさらにジャンプして場外の相手へ飛びかかる。両手を大きく広げる。
エレガントーン
セントーンアトミコと同形。フィニッシュ技だったが決まることが少なく、また、フィニッシュにならない場合が多い。最近ではこの技自体が決まらない場合も多い。
エレガント三角絞め
一度喰らいついたら離さないキラーモードの時に使用する。パワーボムで切り替えされてもしつこく極めていく。
エレガントスパイク
バックドロップの要領で相手を持ち上げ勢いよく後ろに投げることで相手をうつ伏せに落とす。鈴木鼓太郎が使うアクシスと同型。
ドロップキック
上記の他、相手の腕を絞り上げ観客に「いきますよ!」と宣言してからロープもしくはコーナーに向かって走り、トップロープまたはコーナーポストを飛び越してリング外に飛び降りる勢いを利用して相手の絞り上げた方の腕をロープもしくはコーナーに打ち付ける技があるが、オリジナルの技名が無い。募集などをしていたが結局引退のその時まで技名が無いままだった。ちなみに引退試合でこの技を食らったのは吉野正人である。

## タイトル歴
DRAGON GATE
- オープン・ザ・ブレイブゲート王座
- オープン・ザ・トライアングルゲート王座
- オープン・ザ・お笑いゲート王座

## 入場曲
- 初代 : Sometimes（ブリトニー・スピアーズ）
- 2代目 : Eregance Heart
- 3代目 : elegant heart（Pixy Chicks）
- 戸澤塾・塾歌 - ユニット「戸澤塾」所属時代の使用曲

## その他
- 王子のギミックを30歳を過ぎてからも使い続け、そのことを同期の岩佐拓にイジられていた。
- 初期のころの決め台詞は「いきますよ」である。最近は横須賀享や斎藤了が公式掲示板やブログなどで色々とパロディで使う（例として「押しますよ」、「脱ぎますよ」などがある）。
- 趣味はパチスロ、好きな飲み物は缶コーヒー（主にブラック）である。
- ドラゴン・キッド同様イジられることが多く、主に岩佐、望月成晃、斎藤了のブログでそれが見られる。
- また、デビューから一貫してヒールユニットには一度も所属せずベビーフェイスを続けていた（世界でも数少ないと言われるスーパーベビーフェイスの1人だった）。
- 普段は繊細で穏やかなイメージだが、いったんキレると非常に恐ろしく、机に叩きつけたり、噛み付き攻撃をしたこともある。また、激情家でセコンドから突如タオルを投げ入れようとしたこともある。
- やや雑だが他の選手の技をコピーして使用することが得意なのか、Typhoon所属時のオープン・ザ・ブレイブゲート戦にてTyphoonのメンバー全員の技（CIMAのアイコノクラズム、横須賀のジャンボの勝ち!、ドラゴン・キッドのウルトラ・ウラカン・ラナなど）を披露した。その他にも対戦相手の技も使用するといった掟破りもしている（岩佐の熨斗紙、吉野のソル・ナシエンテ、堀口元気のバック・スライド・フロム・ヘル（ベビーターン後の現在は、再びバック・スライド・フロム・ヘブンの名に戻して使用している）。バック・スライド・フロム・ヘルはエレガントマジック・フロム・ヘルの名になっていた。
- 引退理由は怪我等ではなく、自分がDRAGON GATEのリングに必ずしも必要では無いと思った事と人員の少なかったスタッフ業を自分もやったほうがより上手く回るのではというバランスを考えての事であり、DRAGON GATEの中で選手とスタッフは部署の違うイコール（の存在）だから、であるという[4]。
- リングネームの森Ken太郎はバービーのボーイフレンドであるケン、アンソニーはキャンディ・キャンディに登場する同名のキャラクターに由来する。ギミックが王子であったためケンを名乗ったものの、「日本人女性の憧れはバービーよりキャンディ・キャンディなのではないか」という意見が出たことで改名となった。